# Mecodina ceruleosparsa
Mecodina ceruleosparsa är en fjärilsart som beskrevs av George Francis Hampson 1907. Mecodina ceruleosparsa ingår i släktet Mecodina och familjen nattflyn. Inga underarter finns listade i Catalogue of Life.